# 布日瓦勒協議
《布日瓦勒協議》（法語：Accord de Bougival）签订于2025年7月12日，是法国与新喀里多尼亚所达成的一份协议，允许该地享有更多主权，以解決新喀里多尼亞騷亂。
《布日瓦勒協議》于2025年7月12日由法国海外部部長曼努埃尔·瓦尔斯签署。该协议的正式名称是《新喀里多尼亚未来协议项目》
该协议必须由议会写入法国宪法，并于2026年2月通过地方全民公投予以批准。
其规定新喀里多尼亞有自行處理對外關係權力，並且和法国有特別關係。
如果通過，此協議將取代《努美阿协议》。

## 协议展望
如果《布日瓦勒协议》获得接受，它将取代《努美阿协议》，并正式承认新喀里多尼亚是法国境内的一个新喀里多尼亚国。 赋予该特别集体联系邦的地位。 居民将同时拥有法国和新喀里多尼亚国籍。新喀里多尼亚议会将通过一项新的“基本法”。法国将把部分权力移交给新喀里多尼亚，包括外交权力。

## 反应
法国总统馬克宏称赞该协议具有“历史性”。
支持独立的议员埃马纽埃尔·奇巴乌（Emmanuel Tjibaou）认为，虽然“这份文本没有提到‘独立’这个词，但它为实现独立开辟了一条结构化、进步、受法律监管和政治上合法性的道路”。
效忠派议员尼古拉·梅茨多夫（Nicolas Metzdorf）表示，他的团体“不得不做出重大让步才能实现这些成果”，但仍然“感到满意，因为它在法国境内具有一定的地位”，因为不会组织新的独立公投，也因为“南方省在国会中的席位有所增加”。